# Vétérinaire (France)
Pour un article plus général, voir Vétérinaire.
En France, le vétérinaire est un médecin spécialiste de la médecine vétérinaire et de la chirurgie des animaux. Il exerce une profession protégée par un diplôme, le diplôme d'État de docteur vétérinaire. La formation dure six ans minimum après le baccalauréat.
Traditionnellement tourné vers les chevaux et les animaux de production, la profession s'est très largement diversifiée. Si le métier de vétérinaire des animaux de compagnie est le plus populaire aujourd'hui, il existe de multiples autres facettes de la profession méconnues du grand public.

## Fonctions
Initialement formés pour soigner les chevaux et les animaux de production (bovins, ovins, caprins, porcins) en milieu rural et dans un but purement économique, les vétérinaires furent appelés, lors des Trente Glorieuses, à soigner de plus en plus les animaux de compagnie en milieu urbain. Outre le maintien des animaux en bonne santé et dans les meilleures conditions pour remplir leurs fonctions de production, le rôle des vétérinaires est important au regard de la santé humaine : tant pour maîtriser les maladies transmissibles aux humains (zoonoses) qui peuvent être dangereuses, comme la rage, la tuberculose, l'influenza aviaire ou l'encéphalopathie spongiforme bovine, que pour assurer le contrôle sanitaire des produits animaux qui entrent dans l'alimentation humaine. Ils furent les précurseurs et demeurent les spécialistes de l'hygiène des denrées animales ou d'origine animale (viandes, produits laitiers, œufs, miel…), et garant de la sécurité des aliments. 
Les vétérinaires sont traditionnellement des généralistes capables de prendre en charge tous les aspects de la pathologie animale, y compris la chirurgie. Depuis peu apparaissent des vétérinaires spécialistes par spécialité médicale, à l'instar de la médecine humaine (ophtalmologie, orthopédie, cardiologie, imagerie médicale, analyses de laboratoire…). Les spécialistes sont des vétérinaires qui exercent à titre exclusif dans leur domaine. Entre ces deux mondes, de nombreux généralistes développent des compétences particulières en complétant leurs connaissances par des formations diplômantes reconnues par l'Ordre des Vétérinaires.

## Démographie professionnelle

### Genre et âge
Au 31 décembre 2020, 19 530 vétérinaires sont recensés par l'Ordre des vétérinaires. Cela représente une progression de 7,61 % par rapport à 2016. Les femmes représentent 55,6 % des effectifs, et 72,4 % des vétérinaires âgés de moins de 40 ans.
L'âge moyen des vétérinaires est de 43 ans en 2020. Celui des femmes vétérinaires est de 39,04 ans tandis que celui des hommes est de 48,13 ans.

### Formation d'origine
Dans les Écoles nationales vétérinaires en 2020, trois-quarts des 3 069 étudiants sont des femmes. Par ailleurs, plus de 47 % des nouveaux inscrits au tableau de l'ordre n'ont pas effectué leurs études en France. Ces dernières années, les effectifs d'auxiliaires vétérinaires ont fortement progressé (+ 45 % entre 2009 et 2015),.

### Mode d'exercice
60,6 % des vétérinaires exercent en libéral et 40 % exercent comme salariés. En 2020, 330 vétérinaires sont reconnus spécialistes, la majorité (64,5 %) travaillant de manière libérale, et à destination des animaux de compagnie (199)
Le vétérinaire libéral ou salarié est classé par l'Insee dans la catégorie socio-professionnelle 3 qui correspond aux cadres et aux professions intellectuelles supérieures, et plus précisément dans la catégorie 31 (professions libérales exercées sous statut de salarié, professionnels de la santé). Enfin sa catégorie précise est la 311e. Elle correspond aux vétérinaires.

### Espèces traitées
80,8 % des vétérinaires s'occupent des animaux de compagnie ; 69,8 % des vétérinaires se dédient uniquement ou principalement à ceux-ci. 18,1 % des vétérinaires s'occupent des animaux de rente, et leur nombre est en diminution depuis au moins 2016.

## Formation

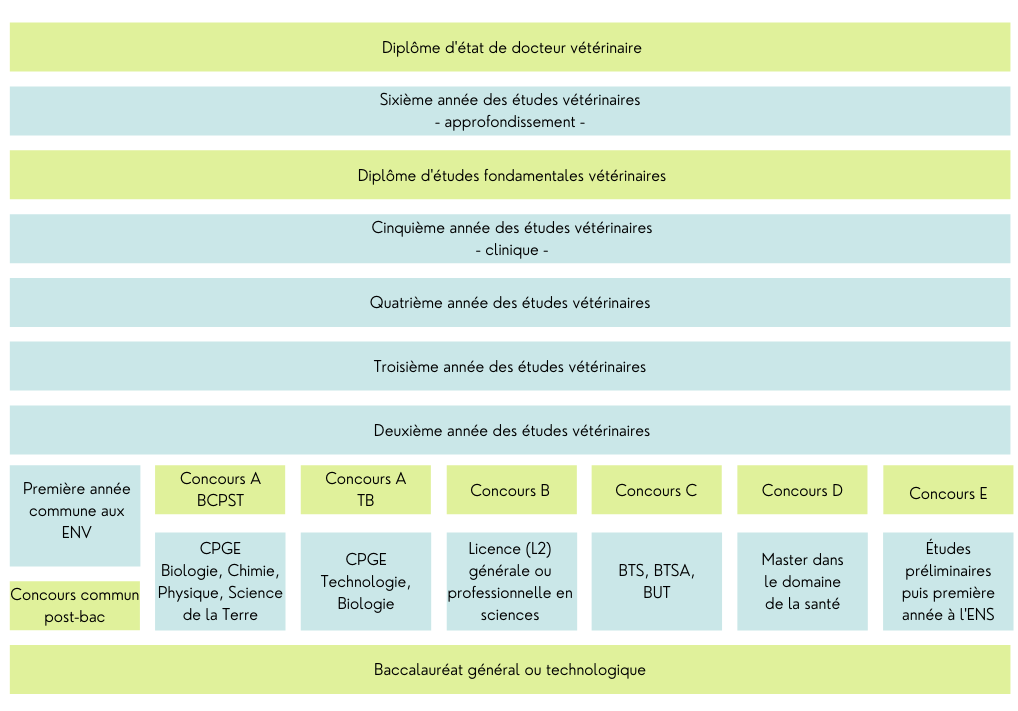
Schéma des études vétérinaires en France. Attention, la hauteur des cases n'est pas proportionnelle à la durée des études.

La formation des vétérinaires est assurée par quatre grandes écoles spécialisées, les Écoles nationales vétérinaires (de Alfort, Lyon, Toulouse et Nantes) accessibles par concours, soit directement après le baccalauréat, soit après deux années d'études supérieures (souvent en classe préparatoire). Les études, d'une durée de six ans minimum après le baccalauréat, sont sanctionnées par une thèse d'exercice soutenue dans une faculté de médecine et donnant droit au diplôme de docteur vétérinaire. Au-delà de ce cursus, une formation complémentaire dans certaines disciplines (chirurgie, imagerie, médecine interne…) peut permettre d'acquérir le titre de vétérinaire spécialiste. La formation est maintenant essentiellement organisée au niveau européen.
De nombreux étudiants font le choix d'étudier à l'étranger, comme en Belgique (40,8 % des diplômés hors de France en 2020, 76 % en 2008), en Espagne, au Portugal, mais aussi en Roumanie. 30,3 % des primo-inscrits à l'Ordre des vétérinaires sont ainsi diplômés d'un autre pays que la France.

## Activités

### Vétérinaires praticiens
La profession de vétérinaire comporte de nombreux métiers. Le plus connu est celui de vétérinaire des animaux de compagnie. Il est dans ce cas un médecin des animaux qui a vocation a soigner et prévenir les maladies. Dans le plupart des cas, le vétérinaire est un praticien pluridisciplinaire qui connaît aussi bien la dermatologie que l'imagerie médicale et la chirurgie. Certains vétérinaires ne soignent que les équidés. Les vétérinaires spécialistes peuvent, s'ils le souhaitent, ne soigner que les maladies liées à leur domaine. Ils ont néanmoins forcément suivi les mêmes études générales que leurs confrères avant de se spécialiser. On peut retrouver des vétérinaires spécialistes dans de grandes structures comme les centres hospitaliers vétérinaires par exemple. D'autres vétérinaires pratiquent exclusivement à domicile.
Le vétérinaire joue un rôle important dans l'élevage et la santé publique. De nombreux vétérinaires, dits ruraux, s'occupent des animaux de production. Ils soignent les animaux mais conseillent également les éleveurs afin de prévenir le mieux possible les maladies contagieuses ou transmissibles à l'homme. Des vétérinaires font le choix d'un exercice mixte, c'est-à-dire qu'ils soignent les animaux de compagnie sur un temps et s'occupent des élevages sur un autre temps,. 19 % des vétérinaires ont une activité rurale dont la moitié est en exercice mixte (ils ont une autre activité).

### Vétérinaires inspecteurs de santé publique
Les inspecteurs de la santé publique vétérinaire ont pour mission de garantir la sécurité alimentaire des produits d'origine animale. Ils conseillent avant tout les éleveurs mais peuvent aussi sanctionner en cas de non-respect des règles

### Vétérinaires des armées
Les vétérinaires des armées ont diverses fonctions : ils veillent à la sécurité alimentaire de la nourriture pour les troupes, soignent les chiens et chevaux de la Défense, et gèrent les épidémies.

### Autres
Il existe de nombreuses autres facettes de la profession. Le vétérinaire peut travailler dans l'industrie pharmaceutique. En concurrence avec des universitaires, des pharmaciens voire des médecins, sur ce marché des compétences, les vétérinaires ont des atouts : généralistes du vivant avec une vue d'ensemble, capacité de raisonnement et d'analyse, force de travail… Il peut aussi travailler dans l'industrie agroalimentaire ou encore dans les parcs zoologiques. Les vétérinaires experts mettent leurs connaissances et leur expérience au profit de la résolution de litiges. En effet, un juge ou une compagnie d'assurance peut faire appel à un vétérinaire expert,.

## Rémunération
La rémunération des vétérinaires français varie en fonction du mode d'exercice (salarié, libéral, fonctionnaire) et du domaine d'exercice (animaux de compagnie, animaux de production, mixte…).
Le vétérinaire en exercice libéral a un revenu moyen brut mensuel de 6 000 euros. Les charges et impôts représentent environ 60 % de cette somme. Les vétérinaires des animaux de rente ont globalement un revenu plus élevé que les vétérinaires des animaux de compagnie,.
En ce qui concerne les fonctionnaires, le salaire brut varie entre 2 200 et 6 000 euros en fonction du grade pour les vétérinaires des armées, et entre 3 000 et 7 000 euros pour les enseignants chercheurs. La grille de salaire des inspecteurs vétérinaires compte dix échelons allant de 1 765 à 3 647 euros bruts mensuels. Le grade d'inspecteur en chef de la santé publique vétérinaire comprend sept échelons, tandis que le grade d'inspecteur général de la santé publique vétérinaire comprend une classe exceptionnelle comportant un échelon unique et une classe normale comportant deux échelons.
Certains facteurs induisent des revenus plus faibles que la moyenne : travail à temps partiel, activité urbaine et pour les animaux de compagnie, le fait de n'avoir qu'un seul vétérinaire dans une structure, d'avoir une permanence de soins confiée à une structure extérieure. Les femmes étant plus nombreuses que les hommes à présenter, voire à cumuler plusieurs de ces facteurs, elles ont des revenus moyens plus faibles. Cependant, à activité libérale identique, il n'y a pas de différence de revenu entre les sexes.

## Réglementation de la profession

### Histoire
La réglementation de la profession commence en 1881 avec la reconnaissance exclusive du diplôme de vétérinaire, délivré par les écoles vétérinaires, pour l'habilitation à l'exercice de la médecine vétérinaire dans les maladies contagieuses des animaux. La loi du 31 juillet 1923 institutionnalise le diplôme de Docteur vétérinaire. Le monopole du diplôme n'est définitivement acquis qu'en 1938. Dès lors la profession pouvait espérer être organisée. L'ordonnance du 18 février 1942 met en place un Ordre des Vétérinaires dont les membres étaient nommés par le gouvernement. En 1945, à la libération, un référendum auprès de la profession met en évidence la volonté des vétérinaires de se doter d'une organisation ordinale (2 313 voix pour, 138 voix contre). La loi du 23 août 1947 met en place l'Ordre qui perdure jusqu'à nos jours, instituant l'éligibilité des membres par leurs pairs.

### Ordre national des vétérinaires
En France, pour exercer son métier, un vétérinaire doit avoir un domicile professionnel, déclaré auprès de l'Ordre des Vétérinaires. Il en existe plusieurs sortes, les principaux étant : le cabinet vétérinaire, le cabinet vétérinaire médico-chirurgical, la clinique vétérinaire et le centre hospitalier vétérinaire. Les vétérinaires à domicile, qui pratiquent leur activité exclusivement au domicile des animaux, sont les seuls vétérinaires à ne pas avoir de domicile professionnel d'exercice.

#### Rôle administratif
L'Ordre dresse la liste des personnes physiques ou morales habilitées à exercer, et vérifie la conformité au Code de Déontologie des contrats conclus entre vétérinaires ou entre vétérinaires et clients.

#### Rôle règlementaire
L'Ordre propose au gouvernement les textes règlementaires qui régissent la profession. Ces dernières années, il a participé à l'élaboration du décret en Conseil d'État réglementant le fonctionnement des SEL de vétérinaires. Il a proposé dernièrement un texte modifiant le règlement intérieur et le fonctionnement des Chambres de Discipline, et se penche actuellement sur la modification du Code de Déontologie qui doit tenir compte des nouvelles formes d'exercice, des nouveaux créneaux d'activités et de l'exercice des spécialistes.

#### Rôle disciplinaire
Chaque vétérinaire dans l'exercice de sa profession est justiciable non seulement devant les tribunaux civils, comme tout citoyen, mais aussi devant la juridiction ordinale qui sanctionne les manquements au Code de Déontologie. Ce code impose au vétérinaire une attitude digne dans l'exercice de sa profession, aussi bien vis-à-vis de ses confrères que des usagers de la profession.

#### Rôle social
Indépendamment de ces attributions, l'Ordre a un rôle social : il est à l'origine de la création de la caisse de retraite, dont quatre membres du Conseil Supérieur sont administrateurs. Il participe avec d'autres organismes professionnels à la solidarité entre les vétérinaires en finançant en particulier par des bourses ou des dons les confrères en difficulté. Il est l'interlocuteur privilégié des pouvoirs publics (ministère de l'Agriculture de la Pêche, ministère de la Santé et de la Recherche, ministère de l'Environnement, ministère de l'Économie et des Finances…) et des usagers, éleveurs ou possesseurs d'animaux familiers ou associations de protection animale. D'autre part il intervient aussi dans le domaine de l'enseignement vétérinaire.
Par ailleurs, la mise en place des dispositions du Traité de Rome a retenu, dès la signature du traité (25 mars 1957), l'attention de l'Ordre. Le comité de liaison des vétérinaires de la Communauté créé conjointement avec le Syndicat National s'est transformé en Fédération Vétérinaire Européenne. C'est au sein de cet organisme que s'effectue l'étude des problèmes posés par la liberté d'établissement, la libre circulation des personnes et des services, l'harmonisation des diplômes et des législations.

#### Rôle de représentation professionnelle
L'Ordre, qui représente la totalité des vétérinaires du secteur privé, est l'interlocuteur privilégié de l'administration et du public.

### Code de déontologie
L'exercice du vétérinaire est réglementé par un code de déontologie. Ce code est régulièrement remis au goût du jour tenant compte des évolutions sociétales. Il tend à devenir de plus en plus un guide de bonnes pratiques, un code de procédures dans le cadre de la normativité demandée par l'usager, au travers notamment de l'Europe et de ses directives. Cette inéluctable évolution doit être contrebalancée par des textes qui donnent ou redonnent sens à la pratique d'une profession.

### Serment de Bourgelat
Aux yeux de l'Ordre, le serment de Bourgelat est aux vétérinaires ce que le serment d'Hippocrate est aux médecins.
Écuyer et vétérinaire, Claude Bourgelat fut aussi mousquetaire et avocat. Toutefois il quitta cette dernière carrière, ayant gagné une cause qu'il estimait injuste. En 1740, il est nommé à la tête de l'Académie d'équitation de Lyon, qui acquiert alors une réputation considérable. Lui-même atteint une renommée internationale : ainsi, Frédéric II de Prusse lui demande ses avis ; d'Alembert lui confie la rédaction des rubriques de l'Encyclopédie intéressant le cheval ; Voltaire admire sa « modestie éclairée ». En 1757, il est nommé contrôleur général des Haras. Il est aussi l'inventeur de l'hippomètre, un appareil pour mesurer les chevaux. 
Bourgelat est considéré comme le fondateur de la médecine vétérinaire scientifique, à un niveau européen. Il publie en 1761 L'Art vétérinaire, mais se heurte à l'hostilité des maréchaux-ferrants, qui cultivent un art vétérinaire empirique. En 1761, quand est fondée l'école vétérinaire de Lyon, il en est le premier directeur. Cinq ans plus tard, il fonde l'école vétérinaire d'Alfort,.
Il publie en 1777 un Règlement pour les Écoles vétérinaires, dont l'article 19 est cité dans le serment qui porte son nom : 

« Toujours imbus des principes d'honnêteté qu'ils auront puisés et dont ils auront vu des exemples dans les Écoles, ils ne s'en écarteront jamais. Ils distingueront le pauvre du riche. Ils ne mettront point à un trop haut prix des talents qu'ils ne devront qu'à la bienfaisance et à la générosité du Roi. Enfin, ils prouveront par leur conduite qu'ils sont tous également convaincus que la fortune consiste moins dans le bien que l'on a que dans celui que l'on peut faire. »

Le vétérinaire qui entre dans une vie active libérale ajoute :

« Je promets et je jure devant le Conseil de l'Ordre des Vétérinaires de conformer ma conduite professionnelle aux règles prescrites par le code de déontologie et d'en observer en toute circonstance les principes de correction et de droiture.

Je fais le serment d'avoir à tout moment et en tout lieu le souci constant de la dignité et de l'honneur de la profession vétérinaire. »